# Gail Allen
Gail Allen es una deportista británica que compitió en piragüismo en la modalidad de eslalon. Ganó dos medallas en el Campeonato Mundial de Piragüismo en Eslalon de 1985, en las pruebas de K1 individual y por equipos.

## Palmarés internacional
| Campeonato Mundial | Campeonato Mundial | Campeonato Mundial | Campeonato Mundial |
| Año                | Lugar              | Medalla            | Competición        |
| ------------------ | ------------------ | ------------------ | ------------------ |
| 1985               | Augsburgo (RFA)    | Medalla de bronce  | K1 individual      |
| 1985               | Augsburgo (RFA)    | Medalla de bronce  | K1 por equipos     |